# Sacré mariage !
Pour plus de détails, voir Fiche technique et Distribution.
Sacré mariage ! (Holy Matrimony) est un film américain réalisé par Leonard Nimoy, sorti en 1994.

## Distribution
- Patricia Arquette : Betsy "Havana" Iggins
- Joseph Gordon-Levitt : Ezekiel "Zeke" Jacobson
- Armin Mueller-Stahl : Wilhelm Jacobson
- Tate Donovan : Peter Jacobson
- John Schuck :  Markowski
- Lois Smith : Orna Jacobson
- Courtney B. Vance : Cooper
- Jeffrey Nordling : Link
- Richard Riehle : Greeson
- Mary Pat Gleason : la femme officier
- Alaine Byrne : la femme du bar
- Dan Cossolini : la gérante du bar
- Lori Alan : Cleopatra
- Jess Schwidde : Samuel
- Franz Novak : la prof